# José Victoriano Naranjo Tovar
José Victoriano Naranjo Tovar (ur. 3 lipca 1941 w Pujilí) – ekwadorski duchowny rzymskokatolicki, w latach 2003-2016 biskup Latacunga.

## Życiorys
Święcenia kapłańskie przyjął 2 lipca 1965 i został inkardynowany do diecezji Latacunga. Pracował przede wszystkim w duszpasterstwie parafialnym. Był także ekonomem diecezjalnym (1969-1970), studentem Papieskiego Uniwersytetu Gregoriańskiego (1974-1976) oraz prowikariuszem (1986-1990) i wikariuszem generalnym diecezji (1990-2003).
19 lutego 2003 został mianowany biskupem Latacunga. Sakrę biskupią otrzymał 25 marca 2003. 13 listopada 2016 przeszedł na emeryturę].